# تترای بریچارد
تترای بریچارد (نام علمی: Alestopetersius brichardi) گونه‌ای از تتراهای آفریقایی است. زیستگاه این گونه استخر مالبو، میانه‌های رودخانه کنگو، زهکشی رودخانه روکی و رودخانه لومامی در جمهوری دموکراتیک کنگو می‌باشد.
اندازه تترای بریچارد به طول استاندارد ۷٫۹ سانتیمتر (۳٫۱ اینچ) می‌رسد.

## ریشه‌شناسی نام
نام این گونه به افتخار صادرکننده ماهی آکواریومی پیر بریچارد (۱۹۲۱–۱۹۹۰) نام‌گذاری شده است.